# Esqui cross-country nos Jogos Olímpicos de Inverno de 2002 - Revezamento 4x10 km masculino
A competição de revezamento 4x10 km masculino do esqui cross-country nos Jogos Olímpicos de Inverno de 2002 ocorreu no dia 17 de fevereiro no Soldier Hollow.

## Medalhistas
|  | NOR Noruega                                                 |  | ITA Itália                                                      |  | GER Alemanha                                                    |
|  | Anders Aukland Frode Estil Kristen Skjeldal Thomas Alsgaard |  | Fabio Maj Giorgio Di Centa Pietro Piller Cottrer Cristian Zorzi |  | Jens Filbrich Andreas Schlütter Tobias Angerer René Sommerfeldt |

## Resultados
| Posição | Atleta                                                                                   | Tempo     |
| ------- | ---------------------------------------------------------------------------------------- | --------- |
| 01      | NOR Noruega Anders Aukland Frode Estil Kristen Skjeldal Thomas Alsgaard                  | 1:32:45.5 |
| 02      | ITA Itália Fabio Maj Giorgio Di Centa Pietro Piller Cottrer Cristian Zorzi               | 1:32:53.8 |
| 03      | GER Alemanha Jens Filbrich Andreas Schlütter Tobias Angerer René Sommerfeldt             | 1:33:34.5 |
| 4       | AUT Áustria Alexander Marent Mikhail Botvinov Gerhard Urain Christian Hoffmann           | 1:34:04.9 |
| 5       | USA Estados Unidos John Bauer Kris Freeman Justin Wadsworth Carl Swenson                 | 1:34:05.5 |
| 6       | RUS Rússia Sergei Novikov Mikhail Ivanov Vitaly Denisov Nikolay Bolshakov                | 1:34:50.1 |
| 7       | CZE República Checa Martin Koukal Jiří Magál Lukáš Bauer Petr Michl                      | 1:35:31.3 |
| 8       | FRA França Alexandre Rousselet Christophe Perrillat Vincent Vittoz Emmanuel Jonnier      | 1:35:50.8 |
| 9       | EST Estônia Raul Olle Andrus Veerpalu Jaak Mae Meelis Aasmäe                             | 1:36:07.0 |
| 10      | SUI Suíça Wilhelm Aschwanden Reto Burgermeister Patrick Mächler Gion-Andrea Bundi        | 1:37:26.4 |
| 11      | FIN Finlândia Kuisma Taipale Karri Hietamäki Teemu Kattilakoski Sami Repo                | 1:37:41.8 |
| 12      | JPN Japão Masaaki Kozu Hiroyuki Imai Mitsuo Horigome Katsuhito Ebisawa                   | 1:37:50.5 |
| 13      | SWE Suécia Urban Lindgren Mathias Fredriksson Niklas Jonsson Morgan Göransson            | 1:37:59.5 |
| 14      | KAZ Cazaquistão Andrey Golovko Pavel Ryabinin Nikolay Chebotko Andrey Nevzorov           | 1:38:20.8 |
| 15      | BLR Bielorrússia Roman Virolainen Nikolay Semenyako Aleksandr Sannikov Sergey Dolidovich | 1:42:12.0 |

Legenda
| Recorde mundial      | Recorde mundial (World record)               |                       | Recorde africano                      | Recorde africano (African) |                                           | Q | Classificado por posição (Qualified) |
| Recorde olímpico     | Recorde olímpico (Olympic record)            | Recorde da América    | Recorde da América (Americas)         | q                          | Classificado por melhor tempo (Qualified) |   |                                      |
| Melhor marca do ano  | Melhor marca do ano (World leading)          | Recorde asiático      | Recorde asiático (Asian)              | DNS                        | Não largou (Did not start)                |   |                                      |
| Recorde nacional     | Recorde nacional (National record)           | Recorde europeu       | Recorde europeu (European)            | DNF                        | Não terminou (Did not finish)             |   |                                      |
| Recorde pessoal      | Recorde pessoal do atleta (Personal best)    | Recorde da Oceania    | Recorde da Oceania (Oceania)          | DSQ / DQ                   | Desclassificado (Disqualified)            |   |                                      |
| Recorde da temporada | Recorde da temporada do atleta (Season best) | Recorde sul-americano | Recorde sul-americano (South America) | NM                         | Sem marca (No mark)                       |   |                                      |